# Meli Rokoua
Pas d'image ? Cliquez ici

a Compétitions nationales et continentales officielles uniquement.

Dernière mise à jour le 29 décembre 2020.
Meli Rokoua, né le 24 juillet 1994, est un joueur fidjien de rugby à XV qui évolue au poste de centre.

## Biographie
Il commence le rugby à Nadi, sa ville natale. Il devient l'un des joueurs clefs de l'équipe locale des Nadi Jets, et incorpore l'effectif étendu de l'équipe des Fidji de rugby à sept. En 2016, il part au Portugal, rejoignant l'AEIS Agronomia. Dès sa première saison, il se fait remarquer, inscrivant 11 essais en 24 matchs. Il prolonge l'aventure au Portugal d'une saison supplémentaire. Au terme de sa deuxième saison, il se fait repérer par la franchise sud-africaine des Southern Kings, qui évolue en Pro14, qu'il rejoint. En même temps, il est mis à disposition de la réserve de l'équipe, l'Eastern Province Elephants, qui évolue dans les ligues sud-africaines.
Son aventure sud-africaine ne dure qu'une saison. En difficultés financières, il est libéré par les Southern Kings. Disposant néanmoins d'un visa valable jusque fin 2020 en Afrique du Sud, il peut finir la Currie Cup avec les Elephants. En 2020, il rebondit en Russie, rejoignant le VVA Podmoskovye.

## Carrière

### En club
- jusqu'en 2016 :  Nadi Jets
- 2016-2018 :  AEIS Agronomia
- 2018-2019 :  Southern Kings
- 2018-2019 :  Eastern Province Elephants
- 2020:  VVA Podmoskovye